# Oxylobium lineare
Oxylobium lineare är en ärtväxtart som först beskrevs av George Bentham, och fick sitt nu gällande namn av George Bentham. Oxylobium lineare ingår i släktet Oxylobium och familjen ärtväxter. Inga underarter finns listade i Catalogue of Life.